# Iron Harvest
Iron Harvest (с англ. — «Железная жатва») — дизельпанковая-мех видеоигра в жанре стратегии в реальном времени, разработанная King Art Games и изданная Deep Silver. Она была выпущена на Windows 1 сентября 2020. Также был анонсирован выпуск игры на PlayStation 4 и Xbox One.

## Геймплей
В Iron Harvest игрок может управлять мехами, пехотой и героями. В игре более двадцати миссий и отдельные сюжетные линии для одиночной игры для каждой из трёх основных фракций. В игре есть режимы мультиплеера и перестрелки.

## Сеттинг
Действие игры разворачивается во вселенной с альтернативной историей 1920-х годов, созданной польским художником Якубом Ружальским и популяризированной благодаря настольной игре «Серп». Источником вдохновения картин художника является польско-советская война 1919—1920 годов, а тема игры описывается как «дизельпанк-меха». История сосредоточена на конфликте между тремя странами в Центральной и Восточной Европе: Поланией, Русветом и Саксонией (они основаны на реальных странах, Польше, смеси Российской империи и Советского Союза и Германии, соответственно), который происходит где-то в 1920-х годах, после Первой мировой войны.

## Сюжет

### Полания
Анна Кос — молодая девушка, она жила со своим отцом Петром в Полании, которая была оккупирована армией Русвета после того, как с Саксонией было подписано перемирие, чтобы положить конец масштабной войне, в которой был убит её брат Янек. Однажды войска Русвета совершили набег на деревню, где жила Анна, в поисках учёного, которым оказывается Пётр, у которого есть протез руки, способный выводить из строя военные роботы. Пётр был схвачен полковником Львом Зубовым, который намеревается послать его на завод Николы Теслы. Анна вербует бойцов поланского сопротивления, чтобы спасти её отца. К ним присоединяется дядя Анны Лех, лидер сопротивления, но они нашли его слишком поздно, Пётр был смертельно ранен полковником Зубовым, который украл его руку. Пётр попросил Анну предупредить своего коллегу Генриха Штайнмеца в городе Кольно перед его смертью.
Желая отомстить за своего отца, Анна присоединяется к сопротивлению. Достигнув Кольно, Анна потрясена, обнаружив, что Русвет доставила не только необходимые запасы еды, но и оружие, чтобы вооружить местное население. Анна протестует против этого, и Лех сообщил, что он планирует вооружить мирных жителей и убедить их сражаться, что спровоцирует Русвет на чистку всего города, чтобы, тем самым, нарушить перемирие с Саксонией и разжечь ненависть Полании к ним. Анна возражает против плана Леха и нокаутирует его. Затем она встречает Генриха, который разрабатывает план по спасению жителей Кольно. Пока Генрих эвакуирует мирных жителей на дирижабле, Анна, Лех и сопротивление остаются, чтобы прикрыть эвакуацию. Однако полковнику Зубову удаётся схватить Анну и Леха.
Зубов расказал, что он манипулировал сопротивлением, чтобы напасть на Кольно и нарушить перемирие, поскольку он является частью фракции Фенрис, которая стремится возобновить войну. Он казнил Леха, но когда он собирался убить Анну, армия Полании во главе с командующим Михалем Сикорски атакует, вынуждая полковника Зубова отступить. В то время как полковник Зубов может убежать, Анна загнала в угол одного из его лейтенантов, которым, к её шоку, оказался Янек.

### Русвет (Основная кампания)
Янек сообщает, что четырьмя неделями ранее он присутствовал на мирных переговорах в составе поланской службы безопасности, когда переговоры были сорваны атакой повстанцев. Работая вместе с офицером Русвета Ольгой Морозовой, им удалось спасти царя Николая из его горящего дворца, но в итоге он рухнул на него, предположительно убив. Понимая, что за атакой стоит Фенрис, царь Николай поручил Ольге выследить их и уничтожить. Тем временем Янек, находившийся на грани смерти, был спасен учеными Русвета, работавшими под командованием полковника Зубова, которые использовали технологии Теслы, чтобы превратить его в киборга.
Ольга проникла на объект и сообщила Янеку, что Тесла вышел из укрытия, чтобы предупредить мировых лидеров о существовании Фенриса, единственная цель которого — свергнуть текущий мировой порядок. Она также внедрила Янека в ближайшее окружение полковника Зубова. Ольга последовала за полковником Зубовым, обнаружив, что советник царя Николая Распутин является членом Фенриса. Ольга ушла, чтобы предупредить Фридриха Саксонского, в то время как Янек оставался рядом с полковником Зубовым, когда тот искал Генриха, обнаружив в процессе секретный проект ракет в Саксонии. Хотя Генриха на базе не было, они обнаружили информацию о его местонахождении и местонахождении Петра в Полании.
Янек настаивал Анне на том, чтобы он оставаться рядом с полковником Зубовым, для продолжения сбора информации о Фенрисе, даже когда Анна рассказывает ему о смерти Петра и Леха. После соединения с полковником Зубовым Янек помогает выследить и схватить Генриха. Генрих рассказывает, что им нужен транспондер, чтобы проникнуть на завод Теслы, но это не защитит их от «Протокола Икара». Затем Генрих кончает жизнь самоубийством, прежде чем его допрашивают. Однако полковник Зубов понимает, что протез Петра может служить ретранслятором. Используя транспондер, Янек может отключить оборону вокруг завода Теслы. Войска полковника Зубова захватывают Теслу. Узнав, что Тесла может снять свой костюм киборга, Янек пытается убить полковника Зубова, но отключается. Однако, прежде чем полковник Зубов успевает убить Янека, его держит под прицелом саксонский генерал.

### Саксония
Саксонский генерал Гюнтер фон Дюисбург вспомнил о войне. В начале войны Гюнтер сопровождал принца Вильгельма во время наступления Саксонии на Поланию. Несмотря на успех, наступление потерпело серьёзные неудачи из-за неожиданно сильного сопротивления поланцев, а количество жертв шокировало принца Вильгельма, который всё больше разочаровывался в войне и ненавидел Русвет. Это привело к тому, что он не повиновался приказам и применил газообразный хлор против Русвета, за что Гюнтер критиковал его, поскольку это повлекло бы за собой аналогичное возмездие со стороны Русвета. В другой раз принц Вильгельм потерял самообладание и убил пленных Русвета, заставляя Гюнтера ударить его, что опозорило его.
Гюнтера вызвали на встречу с кайзером Фридрихом, которого Ольга предупредила о Фенрисе. Однако Гюнтер не хочет ему помогать, так как кайзер Фридрих использовал его в качестве козла отпущения за преступления принца Вильгельма. В конце концов, Гюнтер соглашается помочь из-за их дружбы, но кайзер Фридрих был убит принцем Вильгельмом, который хочет продолжить войну против Русвета, и он подставляет Гюнтера. Гюнтер вынужден бежать и восстанавливает своего старого робота Брунгильду с помощью инженера Фриды Руэте. Поскольку Саксония находится под контролем принца Вильгельма, Ольга предлагает Гюнтеру и его сторонникам пробраться на завод Теслы, где они смогут найти убежище.
Добравшись до завода Тесла, они обнаруживают, что он уже атакован войсками полковника Зубова. Гюнтер объединяется с поланской армией, работая вместе с Анной и командующим Сикорским. Им удаётся прорваться через силы полковника Зубова и заставить его бежать, но Тесла предупреждает их, что уже запущен протокол Икара, гигантский автоматизированный механизм, предназначенный для уничтожения всех технологий, с которыми он сталкивается. Войска Полании, Русвета и Саксонии объединяются и работают вместе, чтобы уничтожить мех и спастись. Тесла отчаялся, так как без протокола Икара его фабрика теперь уязвима для ещё одной атаки Фенриса. Однако Анна, Ольга и Гюнтер сказали, что эта битва доказала, что люди из трёх разных стран могут преодолевать свои разногласия и работать вместе для достижения общей цели. Вдохновлённый, Тесла приступает к восстановлению своей фабрики, в то время как остальные решают продолжить битву против Фенриса.

### Русвет (Русветская революция)
Вскоре после нападения полковника Зубова на завод Теслы в Русвете вспыхивает революция, поскольку революционные силы стремятся свергнуть царя Николая, в то время как верные ему силы пытаются подавить восстание. Царь Николай вынужден бежать из Санкт-Петербурга и искать убежище в сельской местности. Ольга возвращается в Русвет, чтобы помочь царю Николаю, спасая его от революционного нападения и убеждая его, что Распутин и Фенрис стоят за революцией. Царь Николай решает вернуться в Санкт-Петербург, чтобы восстановить порядок в стране, но, путешествуя туда, он приходит к пониманию того, что его силы лоялистов так же жестоки и безжалостны по отношению к мирным жителям Русвета, как и революционеры. Пообещав реформировать Русвет, царь Николай направляется к телебашне в Санкт-Петербурге, чтобы обратиться к народу, в то время как Ольга сдерживает силы Фенриса. Но Распутин и полковник Зубов устраивают засаду и убивают царя Николая, объявив революцию победоносной. Теперь, когда Русвет находится под контролем Фенриса, Ольга вынуждена отступить с как можно большим количеством верных солдат Русвета, сколько она сможет найти.

### Юсония
В разгар Русветской революции, предприятия и интересы Юсонии в удерживаемом Русветом регионе Аляски оказались под угрозой. Адмирал Джордж Мейсон убеждает президента санкционировать иностранную интервенцию на Аляску и посылает своего сына капитана Уильяма Мэйсона руководить усилиями. Кампания успешна, Аляска оккупирована Юсонианской армией. Затем адмирал Мейсон решает отправить Уильяма в Аравию, которая обладает огромными запасами нефти, которые могут принести большую пользу промышленности Юсонии. Он объясняет, что Аравия в настоящее время оккупирована Саксонией, и, поскольку предыдущий король был убит, настало время для Юсонии отправить тайные силы Аравии, чтобы вмешаться в конфликт и обеспечить поставки нефти в Аравию. Однако Уильям не заботится о деловых связях своего отца и заинтересован только в том, чтобы помочь арабам свергнуть своих саксонских угнетателей.
По прибытии в Аравию дирижабль Уильяма был сбит, и его спасла принцесса Сита, возглавляющая Свободные племена Аравии. Она объясняет, что нынешний король, ее дядя, убил ее отца, чтобы заключить договор с Саксонией. Они спасают делегацию альянса Теслы во главе с Гюнтером, который предлагает снабдить Ситу мехами Теслы в обмен на нефть. Сита скептически относится к предложению Юсонии о помощи, но Уильям уверяет, что он пришел как освободитель, а не угнетатель. Уильям помогает Сите захватить город Акаба, обеспечивая Свободным Племенам крупную пропагандистскую победу. Однако адмирал Мейсон прибывает с силами, поддерживающими дядю Ситы, и объявляет, что дядя Ситы решил предать Саксонию и вместо этого подписать договор с Юсонией. Сита, Гюнтер и их последователи арестованы, а Уильям и его люди возвращены адмиралу Мэйсону, который обещает сделать Уильяма президентом Юсонии в обмен на его сотрудничество. Разъяренный тем, что его отец предал Ситу, Уильям идет на произвол судьбы со своими людьми и организует спасательную миссию, освобождая Ситу и Гюнтера и позволяя им сбежать на фабрику Теслы. Несмотря на риск казни как предателя, Уильям возвращается в Юсонию и раскрывает секретную операцию своего отца и его деловые связи с военно-промышленным комплексом, вызывая массовый скандал.

## Разработка
Игра была анонсирована в 2016 году. В 2018 году игра прошла успешный этап краудфандинга, который собрал более 1,5 миллионов долларов. В 2018 году было объявлено, что выпуск игры запланирован на 4 квартал 2019 года. Однако в 2019 году выпуск был перенесён на 2020 год. В марте 2020 года стала доступна бета-версия, а в июне демо-версия игры была выпущена в Steam. Игра была выпущена для Windows 1 сентября 2020 года. Версия для PlayStation 4 и Xbox One должна была выйти в конце 2020 или начале 2021 года.

## Загружаемые дополнения
- Rusviet Revolution — декабрь 2020. Добавлена бонусная кампания за Русвет «Русветская Революция».
- Operation Eagle — май 2021. Добавлены новая фракция Юсония, пародийная США и её кампания, а также новый род войск — авиация.

## Рецензии
Рассматривая бета-версию в марте 2020 года, Колин Кэмпбелл из Polygon похвалил игру за «умное использование юнитов, укрытия и местности», положительно сравнив игру с франшизой Company of Heroes. Аналогичным образом, в том же месяце Сет Мэйси из IGN назвал игру «потрясающей», особо отметив «детализацию механики обрушения кирпичного здания». В другом раннем обзоре PCGamesN Ян Будро похвалил игру за «близость к своим корням игрового дизайна», также выделив визуальные эффекты, на этот раз реалистичное разрушение деревянных зданий.
После выпуска игры Тоби Аргуэлло в обзоре для Screen Rant сказал, что «Iron Harvest не произвела революцию в жанре стратегии в реальном времени, но потрясающий сеттинг и солидный игровой процесс делают её отличным дополнением к жанру, который часто игнорируется». Робин Мейер-Лори, рецензируя игру для Game Rant, писал, что это «высококачественная стратегия в реальном времени с удовлетворительным объёмом контента, но игровой процесс не выходит за рамки стандартной стратегии». Рик Лейн в обзоре для PC Gamer пришёл к выводу, что игра «достойный духовный преемник одной из лучших когда-либо созданных RTS-игр». Напротив, в обзоре для русского издания DTF Даниил Кортес осудил игру за очевидные негативные стереотипы о русских.
Во всех обзорах также положительно отзываются о визуальных эффектах, действиях игры по мотивам Рожальского и воображаемых европейских пейзажей.